# Eduard Ovčáček
Eduard Ovčáček (ur. 5 marca 1933 w Trzyńcu, zm. 5 grudnia 2022) – czeski grafik, rzeźbiarz, malarz.

## Życiorys
W swej działalności artystycznej skupia się na grafice klasycznej, serigrafii, kolażu, fotografii lettrystycznej, zdarzeniach artystycznych i instalacjach, grafice strukturalnej i cyfrowej. Studiował w Akademii Sztuk Pięknych i Projektowania w Bratysławie oraz w Akademii Sztuk, Architektury i Projektowania w Pradze. Wraz z Milošem Urbáskiem założył niezależną grupę artystyczną Konfrontace, która zgłębiała informel, jedną z form sztuki abstrakcyjnej.
Od początku lat 60. utrzymywał bliski kontakt z artystami polskimi, m.in. Marianem Boguszem. W 1965 r. wziął udział I Biennale Form Przestrzennych w Elblągu, gdzie do dzisiaj stoi jego praca.
Ovčáček poświęcił się intensywnie serigrafii. Aktualnie skupia się na badaniach i dowodzeniu możliwości użycia technologii cyfrowej w tej dziedzinie. Eduard Ovčáček uczestniczył w wielu międzynarodowych wystawach i sympozjach.
Pracuje jako profesor w Kolegium Sztuki Uniwersytetu w Ostrawie i utrzymuje kontakty z kolegami akademickimi ze Słowacji i Polski (z Katowic, Krakowa i Łodzi). Jego prace plastyczne, niejednokrotnie nagradzane, znajdują się w licznych publicznych i prywatnych kolekcjach w Czechach, Europie, Azji i Ameryce.